# 張晉徵
張晉徵（1601年—1665年），字恭錫，號慕蓼，晚年别號菊存，浙江嘉興府秀水縣人，明朝、南明政治人物。

## 生平
生于萬曆辛丑正月二十三日，出生七日后母亲去世。崇禎三年（1630年）庚午科浙江鄉試第九十名舉人，七年（1634年）甲戌科進士，礼部觀政，本年六月授福建閩縣知縣，任內愛護人民，但因為忤逆上級被調往婺源，遷刑部廣西司主事，黃道周入獄時竭力為其調護。陞貴州司員外郎，在河南慎用刑法。崇禎十五年（1642年），外任江西建昌府知府。期間流寇襲擾，益王朱慈𤆃逃走，他守衛當地，又用計擒獲流寇首領曹斗墟等人。弘光元年（1645年），清軍破南京。張晉徵任建南副使，和羅萬爵、張文煇、李允佐、班衣、陳績、郭軻、楊陞誠等人迎立隆武帝，陞任福建按察使，再擢大理寺卿。福京失守後歸鄉，弟張泰徵也捨棄諸生身份。康熙四年乙巳三月十三日卒于家，年六十五。

## 家族
曾祖张用，字柳溪，以次子張應治貴封户科给事中；祖张应濂，號衍溪，庠生；父张槃，號碩懷，庠生，贈福建按察使。母曹氏，繼母卜氏。弟張泰徵，字萍止。從兄張廷薦，萬曆辛丑進士，官刑部主事。

## 引用
- 金之俊《前中宪大夫福建觀察使菊存张公墓志铭》

1. 1 2  錢海岳《南明史·卷四十四·列傳第二十》：張晉徵，字恭錫，秀水人。崇禎七年進士。授閩縣知縣，勤於撫字。忤上官，調婺源，遷刑部廣西司主事。道周下獄，力為調護。轉貴州司員外郎，恤刑河南。出為建昌知府，流寇至，益王走，守禦全郡。又計禽渠曹斗墟等。
2. ↑  《崇祯七年甲戌科进士履历便览》：张晋徴，曾祖用，封给事中；祖应濂，庠生；父槃，庠生。恭锡，春秋房，辛亥年正月二十三日生，嘉兴府秀水县人，庚午乡试，会六十三名，三甲五十九名，礼部观政，六月授福建闽县知县，丙子本省同考，丁丑考察，十月调婺源知县，己卯升刑部广西司主事，庚辰河南恤刑，辛巳升貴州司员外，壬午升建昌知府。
3. ↑  錢海岳《南明史·卷四十四·列傳第二十》：歷建南副使，與羅萬爵、張文煇、李允佐、班衣、陳績、郭軻、楊陞誠等迎立紹宗，陞福建按察使，擢大理卿。福京亡，歸。弟泰徵，字萍止。去諸生。